# Храм-часовня Петра и Павла (Липецк)
Храм-часовня Петра и Павла — православный храм-часовня в городе Липецке. Один из символов и главных достопримечательностей дореволюционного города.
8 сентября 2012 года часовне присвоен статус храма-часовни, в ней была совершенна первая литургия.

## История
Впервые идея строительства часовни была высказана в 1814 году липецким мещанином Андреем Ослиным.

А. Ослин в прошении на имя епископа Тамбовского и Шацкого Иона писал: «на месте, где была деревянного сдания Рождественская церков, сгоревшая в 1806 г., и где положены умершие предки его, соорудить по роду часовни памятник для внушения благоговения народу, попирающему сии места».

Иона разрешил просителю поставить только крест на месте престола сгоревшей церкви, о чём сообщил в Липецкое духовное правление 21 февраля 1814 года.
Закладка часовни состоялась 30 мая (9 июня) 1872 года в связи с 200-летием со дня рождения императора Петра Великого на месте сгоревшей в 1806 году деревянной городской церкви во имя Рождества Христова.
Освящение часовни состоялось в 1885 году. Часовня была приписана к Христорождественскому собору. Священнослужители собора совершали к ней крестный ход в праздничные дни и служили в ней молебны.

Архивные документы 1912 года: «Часовня открыта по Указу Тамбовской духовной консистории от 27 июля 1885 г. Строилась городским обществом на старой Вознесенской Базарной площади в память основателя г. Липецка императора Петра I. Часовня каменная, 5 сажень шириной и столько же длины, кроме паперти; имеет крыльцо, от земли до кровли около 6 сажень. Наверху 5 глав, 4 на углах устроены на круглых невысоких тумбах, средняя возвышается от кровли сажени на 4. Все главы вызолочены червонным золотом, оканчиваются крестами. В окнах вделаны разноцветные стёкла. Над крыльцом устроен фронтон на 4 колоннах…».

В 1922 году большевистскими властями из часовни была изъята икона Спасителя — единственная икона в серебряной позолоченной ризе. Тогда же из часовни исчезло Евангелие 1783 года, опаянное в серебро и украшенное финифтью и позолотой.
В конце 1925 года часовня по договору аренды была передана верующим. В 1930 году Липецкий райполитпросвет просил передать её под ленинский уголок. 4 февраля 1930 года был составлен акт о состоянии используемого верующими помещения. Техническое состояние часовни было признано хорошим.
Вскоре после этого верующим было отказано в продлении договора, а само здание объявлено аварийным. После жалобы прихожан в Москву, ВЦИК запросил с Липецкого райисполкома справку и получил ответ следующего содержания:

«здание часовни, находящееся на площади Революции ни кем не использованное, ввиду ея старости не могло быть использовано не только самими верующими, так как они от этой часовни давно уже отказались и передали её в связи с её разрушением городскому Совету для использования на строительстве городского хозяйства».

Жалоба прихожан осталась без последствий, а часовня по решению горсовета была разобрана. Кирпич часовни использовали на строительстве электростанции.
В 1996 году по инициативе И. Т. Сорокина был создан фонд возрождения часовни свв. Петра и Павла и начался сбор добровольных пожертвований.
В 1998 году администрация города Липецка рассмотрела предложение о воссоздании святыни на её историческом месте, и разрешила строительство на краю Нижнего парка, так как на историческом месте, в центре площади Революции, где раньше располагался престол деревянной Христорождественской церкви, стоит памятник революционерам (ныне находящийся в аварийном состоянии).
Сохранившиеся документы и фотографии послужили архитекторам Ю. А. Курочкину и В. В. Рулёву исходными данными для компьютерного моделирования и составления проекта воссоздания этого памятника.
В 2001 году Петропавловская часовня была восстановлена по благословению митрополита Воронежского и Липецкого Мефодия. 21 декабря 2002 года часовня была освящена Владыкой Мефодием.